# Astrocyt
Astrocytter (græsk "astron" stjerne og "cyte" celle) er en gliacelletype i centralnervesystemet, karakteriseret ved sine mange cellulære udløbere, som giver denne et stjerneformet udseende. Astrocytterne udgør 20-50% af volumen i de forskellige hjerneregioner, hvilket gør denne til den mest talrige celle i centralnervesystemet.
Astrocytterne er koblet til hinandens udløbere via gap junctions, dannende et cellulært netværk, som omgiver nervevævets oligodendrocytter, de ranvierske indsnøringer (område uden myelin) på nervecelleaksonerne samt den synaptiske kløft. 
Yderligere danner disses udløbere et tæt lag under pia mater (den inderste hjernehinde), ependymet og hjernens kapillærer. Omkransningen af kapillærene danner den såkaldte blod-hjerne-barriere hos laverestående dyrearter, mens den hos højerestående dyrearter (som mennesket) forstærker den, ved at vedligeholde de tætte cellulære bindinger mellem blodkarcellerne.
Yderligere er astrocytterne bl.a. involveret i udvikling af nervesystemet, fjernelse af signalstoffer fra den synaptiske kløft, regulation af den ekstracellulære K+-koncentration og fjernelse af neuroaktive giftstoffer.